# Colin Calderwood
Colin Calderwood (Stranraer, 20 de janeiro de 1965) é um ex-futebolista e treinador de futebol britânico que atuava como zagueiro É atualmente treinador do Cambridge United.

## Carreira
Em 19 anos como profissional, Calderwood nunca jogou por um clube de seu país natal, tendo atuado somente em equipes da Inglaterra, onde chegou em 1982 para defender o Mansfield Town em 100 partidas.
Sua melhor fase foi atuando por Swindon Town e Tottenham Hotspur, com destaque para sua passagem pelos Robins, que durou entre 1985 e 1993 (330 jogos e 20 gols), além de ter disputado 162 partidas e fazendo 7 gols com a camisa dos Spurs. Já veterano, teve passagens rápidas pelo Aston Villa e também pelos rivais de Nottingham (Forest e Notts County, onde atuou por empréstimo), encerrando a carreira em 2001.

## Seleção Escocesa
Pela Seleção Escocesa, Calderwood participou da Eurocopa de 1996 (disputou os 3 jogos) e da Copa de 1998 (atuou em duas partidas). Em 4 anos de carreira internacional, o zagueiro entrou em campo 36 vezes. A única vez que balançou as redes com a camisa azul foi na vitória por 2 a 0 sobre San Marino, em 1995.

## Carreira de treinador
Sua estreia na função de técnico foi em 2003, no Northampton Town. Treinou também Nottingham Forest e Hibernian. Como auxiliar-técnico, exerceu o cargo no Newcastle United, Birmingham City, >Norwich City, Brighton & Hove Albion e Aston Villa.
Desde dezembro de 2018, comanda o Cambridge United, clube que disputa a League Two, a quarta divisão inglesa.

## Títulos
Swindon Town
- Quarta Divisão inglesa: 1 (1985–86)